# Pegomya silacea
Pegomya silacea är en tvåvingeart som först beskrevs av Johann Wilhelm Meigen 1830.  Pegomya silacea ingår i släktet Pegomya och familjen blomsterflugor. Inga underarter finns listade i Catalogue of Life.